# Oliver Dziubak
Oliver Dziubak (Velbert, 30 maart 1982) is een Australisch atleet, die is gespecialiseerd in het speerwerpen. Hij nam eenmaal deel aan de Olympische Spelen, maar bleef medailleloos. Hij werd twee keer Australisch kampioen speerwerpen.

## Biografie
Op de Olympische Spelen van 2004 in Athene kwam Dziubak met een beste worp van 78,53 m niet door de kwalificatieronde.
Zijn beste resultaat op een internationaal toernooi behaalde Dzubiak in 2006, namelijk brons op de Gemenebestspelen 2006. Met een beste worp van 79,89 deed hij het even goed als zijn landgenoot William Hamlyn-Harris en bleef hij net achter de winnaar Nicholas Nieland.

## Titels
- Australisch kampioen speerwerpen – 2005, 2006

## Persoonlijk record
| Onderdeel   | Prestatie | Datum            | Plaats    |
| ----------- | --------- | ---------------- | --------- |
| speerwerpen | 82,79 m   | 12 februari 2004 | Melbourne |

## Palmares

### speerwerpen
- 2004: 10e in kwal. OS - 78,53 m
- 2005:  Australische kamp. - 77,39 m
- 2006:  Gemenebestspelen – 78,89 m
- 2006:  Australische kamp. - 81,57 m